# گوش صورتی دریا
گوش صورتی دریا (نام علمی: Haliotis corrugata) نام یک گونه از سرده گوش دریا است.